# Eurymetopum maculatum
Eurymetopum maculatum là một loài bọ cánh cứng trong họ Cleridae. Loài này được Blanchard, 184 miêu tả khoa học đầu tiên năm 1843.